# Gliese 570
Gliese 570 (KX Librae) – gwiazda w gwiazdozbiorze Wagi, odległa o około 19,2 roku świetlnego od Słońca. Jest to gwiazda potrójna, którą okrąża brązowy karzeł.

## Charakterystyka obserwacyjna

Gliese 570 jest widoczna w gwiazdozbiorze Wagi, mniej więcej w połowie drogi między α i σ Lib

Gliese 570 znajduje się w południowo-zachodniej części gwiazdozbioru Wagi, na południowy zachód od Alfa Librae i północny zachód od Sigma Librae. Główny składnik ma wielkości obserwowaną 5,7m i jest widoczny nieuzbrojonym okiem.
W odległości 26,2 sekundy kątowej od niego (w 2020 roku) jest widoczna przez teleskop gwiazda podwójna, której składniki o wielkości gwiazdowej 8,18 i 9,89m dzieli odległość 0,2″ (2019). Te trzy gwiazdy tworzą układ związany grawitacyjnie. Także brązowy karzeł 18 wielkości, oddalony o 258,3″ od głównej gwiazdy, okrąża ten układ gwiezdny. Pozostałe gwiazdy widoczne w pobliżu składnika A są niezwiązanymi obiektami tła, o czym świadczy odmienny ruch własny.

## Charakterystyka fizyczna

### Gwiazdy
Główny składnik Gliese 570 A to pomarańczowy karzeł, gwiazda ciągu głównego należąca do typu widmowego K. Jest zaliczana do gwiazd typu BY Draconis. Ma promień równy 0,74 promienia Słońca i temperaturę ok. 4600 K. Jej masa jest oceniana na 0,80 masy Słońca, a jasność jest równa 22% jasności Słońca.
Towarzyszy mu para czerwonych karłów, tworząca układ spektroskopowo podwójny. Te gwiazdy okrążają wspólny środek masy w czasie 308,884 ± 0,004 dni, w przestrzeni dzieli je średnia odległość 0,79 au, ale orbity mają wysoką ekscentryczność równą 0,765. Para Gliese 570 BC i jaśniejsza Gliese 570 A obiegają środek masy całego układu w czasie ok. 2130 lat, średnio będąc odległe o 190 au; orbity mają ekscentryczność 0,2.

### Brązowy karzeł

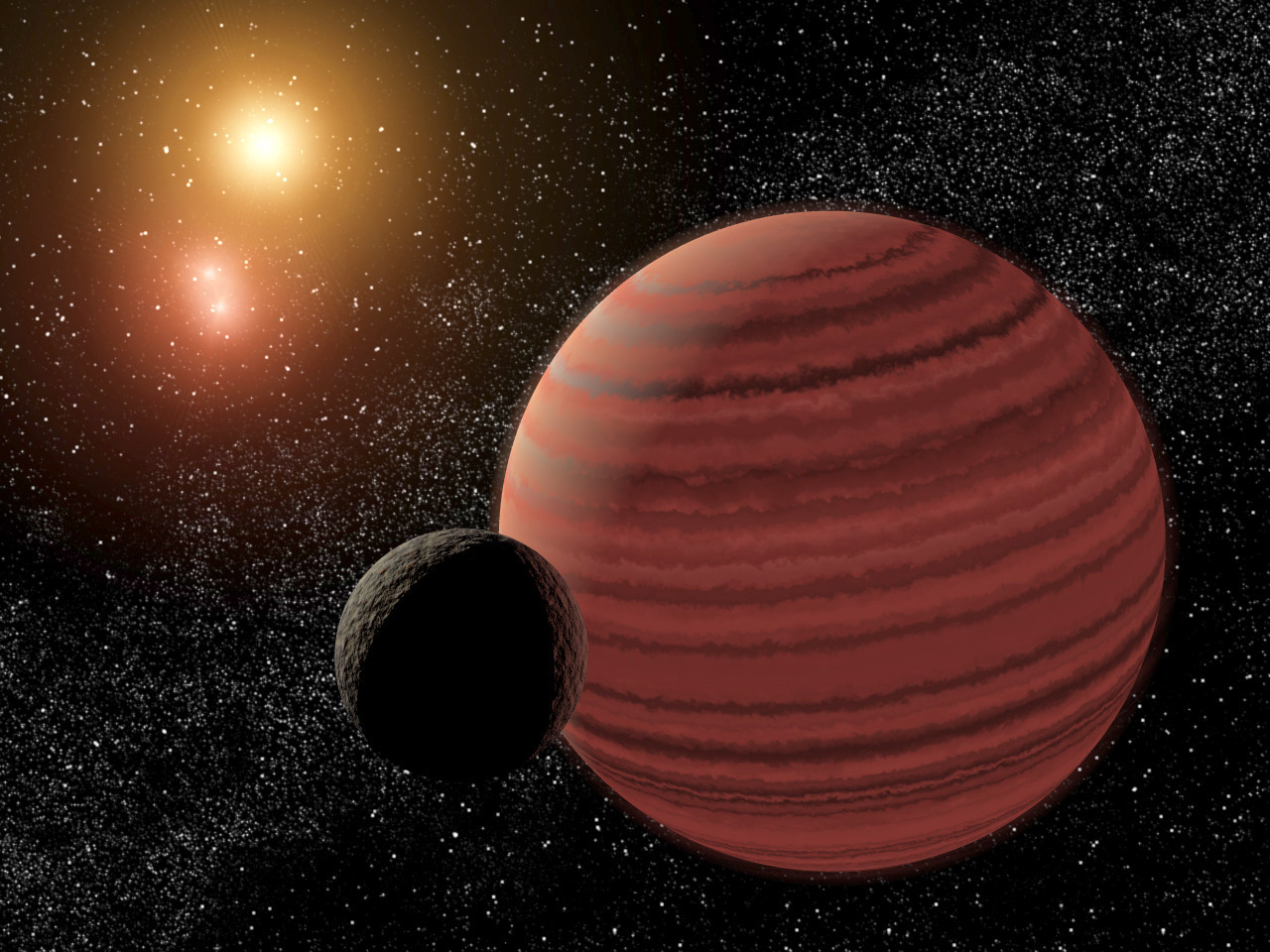
Wyobrażenie brązowego karła GJ 570 D z trzema gwiazdami układu w tle i hipotetycznym księżycem

W 2000 roku astronomowie ogłosili odkrycie brązowego karła o zgodnym ruchu własnym z tym układem, który obiega te trzy gwiazdy po bardzo dalekiej orbicie, w odległości około 1500 au. Masę tego obiektu ocenia się na 50 ± 20 mas Jowisza, jego temperatura to ok. 500 °C; reprezentuje on typ widmowy T7,5. Ocenia się, że ma on od 2 do 5 miliardów lat.